# Skimmia Reevesa

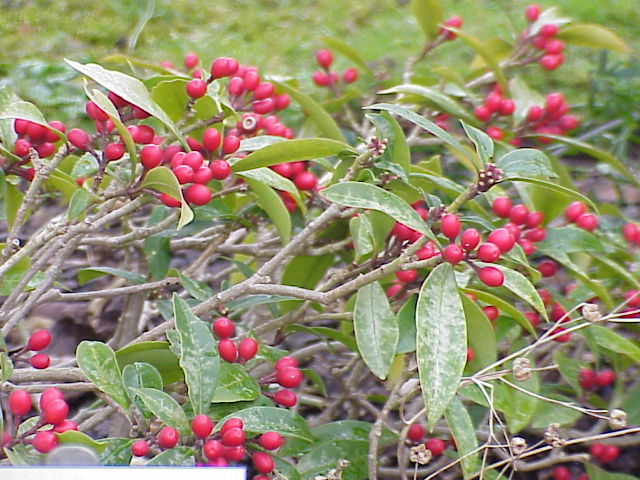
Owocujący krzew

Skimmia Reevesa (Skimmia reevesiana) – gatunek rośliny z rodziny rutowatych. Występuje naturalnie w Chinach, na Tajwanie i Filipinach.

## Morfologia
PokrójW naturze przybiera postać rozłożystego krzewu. Uprawiane w umiarkowanych szerokościach geograficznych rzadko przekraczają 1,5 m wysokości. Wszystkie części rośliny są trujące i rozgniecione wydzielają ostry aromat.
LiścieTrwałe, zimozielone, lekko skórzaste, lancetowate, osiągają 7–10 cm długości.
KwiatyDrobne, o słodkim zapachu i białym lub kremowym kolorze rozkwitają w kwietniu i maju. Są zebrane w gęste wiechy, które pojawiają się już jesienią i przez kilka zimowych miesięcy różowe pączki są ozdobą rośliny. W odróżnieniu od blisko spokrewnionej skimmii japońskiej jest rośliną obupłciową.
OwoceMięsiste pestkowce koloru czerwonego o 6–12 mm średnicy, zawierające jedno nasienie.

## Systematyka
Pozycja systematyczna według APweb (2001...)
Jest to gatunek z rodzaju skimmia, należący do rodziny rutowatych (Rutaceae Juss), rzędu mydleńcowców (Sapindales) Dumort., kladu różowych (rosids) w obrębie klasy roślin okrytonasiennych. 
Obecnie jest wyszczególnia jako gatunek osobny, jednak ze względu na podobieństwo ze skimmią japońską nieraz była zaliczana jako jej podgatunek, stąd w taksonomii spotykane są liczne synonimy:
- Ilex reevesiana Fortune
- Skimmia distinctevenulosa Hayata
- Skimmia fortunei Mast.
- Skimmia hainanensis C.C. Huang
- Skimmia japonica distinctevenulosa (Hayata) C.E. Chang
- Skimmia japonica orthoclada (Hayata) Masam.
- Skimmia japonica reevesiana (Fortune) N.P. Taylor & Airy Shaw
- Skimmia orthoclada Hayata

## Zastosowanie
W krajach klimatu umiarkowanego skimmia Reevesa jest uprawiana jako roślina ozdobna, wysadzana zarówno do pojemników jak i gruntu. Jako roślina stanowisk bagiennych wymaga stanowiska cienistego, bez bezpośredniego słońca, wilgotnego i niezbyt gorącego. Zbyt odsłonięte stanowisko powoduje żółknięcie liści. Gleba lekko kwaśna (pH 4,5–5,5). Mrozoodporna, jednak przy ostrych mrozach lepiej ją osłaniać, zwłaszcza młode okazy.